# Campamento de Guanahacabibes
El campo de Guanahacabibes fue un campo de trabajo en la península de Guanahacabibes, Cuba, establecido en 1960 por el Che Guevara para determinadas infracciones administrativas. La caracterización del campo ha sido motivo de controversia entre los historiadores. Esta controversia se debe principalmente a la escasa documentación oficial del campo, debido a que la instalación era ilegal, así como a la variedad de relatos personales utilizados retroactivamente para describirlo. Existe un consenso general en que era un de campo de trabajo, pero algunos historiadores enfatizan el carácter voluntario del trabajo, mientras que otros se refieren al campo como un campo de concentración que sirvió de modelo para las represiones posteriores en Cuba.

## Historia

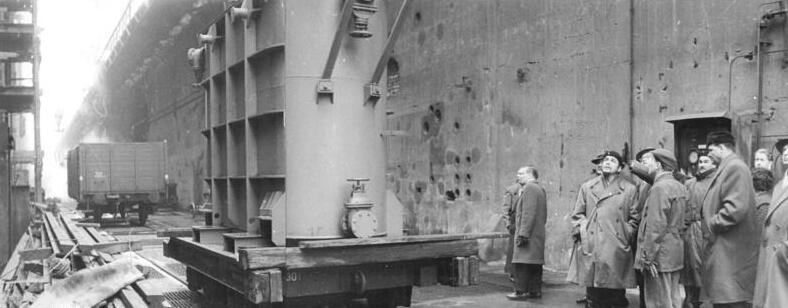
Che Guevara (a la izquierda de la multitud) observa un lugar de trabajo en la República Democrática Alemana durante su gira diplomática.

A lo largo de 1960, el Che Guevara recorrió el mundo en misión diplomática para Cuba. Al visitar la República Popular China, quedó impresionado con las brigadas de trabajo utilizadas para movilizar a la población civil en proyectos de trabajo masivo. Tras regresar a Cuba, fue nombrado jefe del Ministerio de Industrias. En este puesto, ordenó la construcción del campamento de Guanahacabibes.
El campamento estaba previsto como una instalación extralegal, oficialmente denominada "Centro de Rehabilitación Uvero Quemado". Se pretendía que fuera un centro para los empleados del Che Guevara en su ministerio. Si un empleado cometía alguna infracción, podía optar por trabajar en Guanahacabibes a cambio de una amnistía laboral. Si el empleado no quería ir a Guanahacabibes, sería despedido por su infracción.
En 1962, durante una correspondencia entre Guevara y un gerente de la empresa, sobre los castigos a los trabajadores, Guevara declaró:
Guanahacabibes no es una prisión feudal. No se envía a Guanahacabibes a quienes deberían estar en prisión. Se envía a Guanahacabibes a quienes han cometido una falta más o menos grave a la ética revolucionaria y han sido despedidos de sus trabajos. Trabajan duro allí, pero no es brutal.
A continuación se construyó un segundo campo, cuya existencia fue negada por el gobierno. En septiembre de 1961 condenaron a 2,000 personas a ese "campo de concentración" según la Organización de los Estados Americanos. Su dirección dependía del Ministerio del Interior, comandado por Ramiro Valdés Menéndez.
En 1963, un exrecluso del campo declaró ante la Comisión Interamericana de Derechos Humanos que cualquier cubano denunciado por un agente del orden público, por cualquier motivo, podía ser condenado a Guanahacabibes. Se reportó que hubo hasta 4.000 prisioneros en dicho campo. En 1964, la revista oficial de la Federación de Mujeres Cubanas afirmó que los "chulos" locales eran enviados a Guanahacabibes. Estos relatos han llevado a la historiadora Rachel Hyson a postular que quizás existieron varios campos de trabajo que comúnmente se llamaban "Guanahacabibes".

## Legado
Aunque los relatos contradictorios y la escasa documentación han dificultado la caracterización del campamento, algunos historiadores lo han utilizado para presentar una historia de represión laboral en Cuba. Poco después del establecimiento del campamento de Guanahacabibes, Cuba legalizó en 1962 el despido de empleados pobres a lugares de trabajo precarios y, en 1963, comenzó a imponer sentencias de cárcel más severas por robo en el lugar de trabajo.
Historiadores como Julie Marie Bunck incluso contextualizan la creación del campamento de Guanahacabibes como el inicio de las leyes laborales que posteriormente culminaron en la creación de los campamentos de Unidad Militar de Ayuda a la Producción. En 1963, Cuba ordenó el reclutamiento militar para todos los varones de entre 18 y 45 años. Los varones reclutados se dividían entre quienes trabajarían en las fuerzas armadas y quienes se comprometerían con el trabajo manual. En 1965, Cuba ordenó el envío de sus reclutas más "desviados" a las Unidades Militares de Ayuda a la Producción (UMAP), centros agrícolas conocidos por su trato inhumano.